# Hans Tesch (Journalist)
Hans Tesch (* 1955 in Horitschon) ist ein österreichischer Journalist und Sachbuchautor.

## Leben und Wirken
Tesch absolvierte ein Studium der Betriebswirtschaft an der Wirtschaftsuniversität Wien, das er als Magister abschloss. Nach Beendigung seines Studiums arbeitete er als Assistent der Geschäftsführung einer Brauerei. Dann wechselte er zum Journalismus. Ab 1979 war er Mitarbeiter beim Österreichischen Rundfunk (ORF), zunächst in der Redaktion der Nachrichtensendung Zeit im Bild dann ab Oktober 1979 beim ORF-Wirtschaftsmagazin „Schilling“, für das er 2010 unter dem neuen Namen ECO zum Sendeverantwortlichen wurde. Ab 1980 wirkte Tesch als Redakteur und ab 1988 als Chefredakteur im ORF-Landesstudio des Burgenlandes. Hans Tesch trat zudem als Autor von Sachbüchern zu wirtschaftlichen und Ratgeber-Themen hervor.
Er ist in seinem Wohnort auch kulturell engagiert. So führte er als ehrenamtlicher Obmann des Franz-Liszt-Vereines einen regelmäßigen Konzertbetrieb in Liszts Geburtsort Raiding im Bezirk Oberpullendorf im Burgenland ein. Es gelang Tesch „Raiding als Liszt-Aufführungsort zu etablieren“. Er setzte sich auch vehement für den Bau des Konzerthauses ein.
2010 erstellte Tesch ein Konzept für den Liszt-Erlebnispfad in Raiding, das zum Großteil von der Gemeinde umgesetzt wurde.
Ab 2017 war er als Redakteur und Chefredakteur des – anfangs monatlich, dann vierteljährlich erscheinenden – Regionalmagazins "BURGENLAND MITTE" tätig.

## Auszeichnungen
- 1989 Henri-Dunant-Medaille in Gold vom Österreichischen Roten Kreuz – Landesverband Burgenland, für die Berichterstattung anlässlich der DDR-Flüchtlinge.
- 2002 Ehrenzeichen des Landes Burgenland
- 2018 EUROPAN 2018 des EUROPAFORUMS Burgenland, „für seine Verdienste und seinen Beitrag für ein geeintes und starkes Europa“.
- 2018 Berufstitel Professor Auf Beschluss des Bundespräsidenten Alexander Van der Bellen für besondere Verdienste um den Journalismus und die Kulturszene in Österreich.[3]

## Publikationen
- So mache ich mich selbständig. Verlag Kremayr & Scheriau, Wien 1997, ISBN 978-3706403689
- Richtig bauen, billig kaufen, günstig finanzieren. Verlag Ueberreuter, Wien 1998, ISBN 978-3706403733
- Sicher selbständig. Erfolgsrezepte, Tipps und Checklisten für Unternehmensgründer. Redline Wirtschaft bei Ueberreuter 2002, ISBN 978-3832308889
- Mittelburgenland. Reise- und Erlebnisführer. Verlag Alois Mayrhofer, Kirchschlag in der Buckligen Welt, 2007
- Burgenland Mitte. Regionalmagazin an jeden Haushalt des Bezirkes Oberpullendorf und angrenzender Gemeinden. Online unter: www.burgenland-mitte.at